# Crassula sieberiana
Crassula sieberiana là một loài thực vật có hoa trong họ Crassulaceae. Loài này được (Schult. & Schult.f.) Druce miêu tả khoa học đầu tiên năm 1917.